# Akgün Kaçmaz
Akgün Kaçmaz (Ankara, 19 de febrero de 1935-Fethiye, 12 de noviembre de 2023) fue un futbolista turco que jugó en la posición de centrocampista.

## Carrera

### Club
| Periodo   | Club                  |
| --------- | --------------------- |
| 1950-1951 | Hacettepe SK          |
| 1951-1961 | Fenerbahçe SK         |
| 1961-1962 | Karagümrük            |
| 1962-1965 | TSV Schwaben Augsburg |
| 1965-1966 | Bandırmaspor          |

### Selección nacional
Jugó para Turquía en dos ocasiones en 1953 y estuvo en la Copa Mundial de Fútbol de 1954, además de jugar en cuatro ocasiones con la selección sub-18.

## Logros
- Superliga de Turquía (2): 1959, 1960/61